# Miss Sarajevo
Miss Sarajevo è l'unico singolo estratto dall'album del 1995 Original Soundtracks 1 degli U2 e Brian Eno, sotto lo pseudonimo Passengers. Luciano Pavarotti canta parte del brano, nel suo stile operistico. La canzone è anche comparsa nel greatest hits del gruppo, The Best of 1990-2000, ed è stata reinterpretata da George Michael nell'album Songs from the Last Century. Benché il singolo non sia riuscito ad entrare nella Billboard Hot 100, ha comunque raggiunto la posizione numero 6 della classifica dei singoli inglese, ed è stato un enorme successo in molti paesi in Europa.

## Storia
Original Soundtracks 1 è un album contenente canzoni tratte da film non esistenti. Tuttavia Miss Sarajevo è una delle quattro canzoni tratte da un vero film. Il film in questione, intitolato proprio Miss Sarajevo è un documentario del giornalista americano Bill Carter su una reginetta di bellezza in un concorso tenuto in Bosnia. La vincitrice di tale concorso era la diciassettenne Inela Nogic. Nell'inverno 1993 Carter si recò a Sarajevo per offrire aiuti umanitari, ma si trovò bloccato nel cuore di un conflitto e fu costretto a vivere per sei mesi in un edificio semi-distrutto sopravvivendo con scarso cibo e acqua.
Carter inizialmente contattò gli U2 mentre era in corso il loro Zoo TV Tour, per mostrare alla gente ciò che stava accadendo nei paesi dell'est, e che i media stavano quasi ignorando. Con collegamenti satellitari di fortuna, Carter mostrò a un largo bacino di pubblico (gli spettatori dei concerti degli U2), gli aspetti umani della guerra. Il documentario che Carter riuscì a filmare fu in seguito prodotto da Bono.
La canzone Miss Sarajevo è una protesta contro il conflitto armato scatenatosi in Bosnia ed Erzegovina, in cui si critica l'atteggiamento della comunità internazionale, totalmente incapace sia di fermare le ostilità, sia di fornire aiuto alle vittime.

## Il video
Il video prodotto per Miss Sarajevo, diretto da Maurice Linnane unisce filmati tratti dal documentario di Bill Carter (che mostrano la guerra in corso e il concorso di bellezza Miss Sarajevo del 1993), con materiale preso dalle prime esibizioni dei Passengers nel 1995, in occasione del concerto Pavarotti and Friends a Modena. Fra gli spezzoni del documentario di Carter, una delle immagini più significative è senz'altro quella in cui le partecipanti al concorso di bellezza oggetto della canzone mostrano uno striscione recante la frase "don't let them kill us" (non lasciate che ci uccidano). La stessa immagine è stata utilizzata per la copertina del disco singolo.

## Versione live
Tra le versioni live proposte di questo brano, vi è quella registrata al concerto di Milano del 21 luglio 2005 durante il Vertigo Tour. In tale occasione Bono dedica questa canzone alle vittime degli attentati di Londra del 2005 con le seguenti parole:

## Formazione

### Passengers
- Bono - voce
- The Edge - chitarra, cori
- Adam Clayton - basso
- Larry Mullen - batteria
- Brian Eno - sintetizzatore

### Altri musicisti
- Luciano Pavarotti – voce

## Tracce
Testi e musiche di U2 e Brian Eno, eccetto One (testo di Bono, musica di U2).
1. Miss Sarajevo (feat. Luciano Pavarotti) (Single Version) – 5:19
2. One ((Live da Modena, 12 settembre 1995) – 5:32 (testo: Bono – musica: U2)
3. Bottoms (Watashitachi no Ookina Yume) (Zoo Station Remix) – 4:11
4. Viva Davidoff – 4:29

## Posizione in classifica
| Nazione       | Massima posizione |
| ------------- | ----------------- |
| Lituania      | numero 1          |
| Italia        | numero 2          |
| Finlandia     | numero 5          |
| Paesi Bassi   | numero 5          |
| Regno Unito   | numero 5          |
| Australia     | numero 7          |
| Francia       | numero 8          |
| Svizzera      | numero 10         |
| Norvegia      | numero 10         |
| Germania      | numero 11         |
| Austria       | numero 22         |
| Nuova Zelanda | numero 23         |
| Svezia        | numero 35         |